# 沃利察 (皮德海齊市鎮)
49°11′33″N 25°7′27″E / 49.19250°N 25.12417°E
沃利察（羅馬化：Volytsia）是烏克蘭的村落，位於該國西部捷爾諾波爾州，由捷尔诺波尔区負責管轄，面積2平方公里，2001年人口248，人口密度每平方公里124人。